# Georges Begerem
Georges Begerem (Ieper, 14 september 1866 - 14 april 1926) was een Belgisch advocaat en Franstalig dichter.

## Levensloop
Begerem behoorde tot een oude Ieperse familie. Hij promoveerde tot doctor in de rechten en vestigde zich als advocaat in Ieper. Hij werd ook tot gemeenteraadslid verkozen.
Voor de Eerste Wereldoorlog was hij hoofdredacteur van Burgersbelang, het blad van de Ieperse middenstand. Hij was ook bestuurslid van de Derde Orde van Sint-Franciscus.
Met zijn gezin vluchtte hij naar Frankrijk tijdens de oorlog. Bij de terugkeer lag Ieper plat en moest het gezin zich noodgedwongen in Brugge vestigen. In 1925 kon het terug zijn intrek nemen in Ieper, maar kort daarop overleed Begerem.

## Publicaties

### Poëzie
- Pensées d'exil, 1918.
- La Flandre à Dieu, 1919.
- Saisons et fleurs, 1919.
- Ypres à travers les âges, onuitgegeven.

### Juridische werken
- Les indemnités de guerre, 1915.
- De la libeerté testamentaire, 1918.
- De la réorganisation des pouvoirs judiciaires en Belgique, 1919.

### Politieke geschriften
- Flamands et activistes, 1918.
- Les indésirables, 1918.

## Privé
Georges Begerem trad in  eerste huwelijk met Emilie Pontus (1864-1907), dochter van de arts Auguste Pontus (1817-1870) en nicht van de minister van Oorlog, luitenant-generaal Charles Pontus (1829-1907). Ze hadden een dochter en een vroeg gestorven zoon.
Hij trad in tweede huwelijk met Marguerite De Keerle, met wie hij als kinderen had:
- Georges-Marie Begerem (1910-1979), benedictijn in de Sint-Andriesabdij, Brugge.
- Marie-Henriette Begerem (1911-1996), echtgenote Jean Morel (1910-1992).
- Elisabeth Begerem (1913-1937), propagandiste VKSJ.
- Francis Begerem (1915-1995), vrederechter in Gent.
- Monique Begerem (1917-2002), lerares.
- Marie-Thérèse Begerem (1923-2003), lerares.

Minister Victor Begerem was zijn neef.